# België op het Eurovisiesongfestival 1996
België nam deel aan het Eurovisiesongfestival 1996 in Oslo, Noorwegen. Het was de 40ste deelname van het land op het Eurovisiesongfestival. Lisa Del Bo werd gekozen om het land te vertegenwoordigen. De VRT was verantwoordelijk voor de Belgische bijdrage voor de editie van 1996.

## Selectieprocedure
De Gouden Zeemeermin was de Belgische preselectie voor het Eurovisiesongfestival 1996, dat gehouden zou worden in de Noorse hoofdstad Oslo.
De BRTN liet zich niet ontmoedigen door het slechte resultaat in 1993 en koos voor een analoge formule met voorronden die opnieuw in het casino van Knokke plaatsvond. Alexandra Potvin mocht De Gouden Zeemeermin (want zo heette Eurosong toen officieel) presenteren. Als mannelijke evenknie kreeg ze Michel Follet. Op zaterdag 3, 10, 17 en 24 februari traden telkens tien deelnemers aan. Twee van de oorspronkelijk geselecteerde artiesten haakten af. Tijdens de voorronden besliste een vakjury welke drie kandidaten naar de finale mochten. De finale vond plaats op 9 maart in het Casino van Knokke. Connie Neefs en Jacques Raymond, tevens voorzitter van de professionele jury, traden op als interval-act. De punten werden gegeven door vijf provinciale jury's die een totaal puntengewicht van 25 % vertegenwoordigden, een persjury die eveneens 25 % van de punten mocht toekennen en een professionele jury die 50 % van de stemmen vertegenwoordigde.

### Uitslag
| Plaats | Artiest        | Lied                       | Punten |
| ------ | -------------- | -------------------------- | ------ |
| 1      | Lisa Del Bo    | Liefde is een kaartspel    | 216    |
| 2      | Splinter       | Ik laat je nooit meer gaan | 189    |
| 3      | En Zo          | Mooi                       | 151    |
| 4      | Peter Vanlaet  | Er is iets                 | 143    |
| 5      | Gary Hagger    | Dat ik van je hou          | 141    |
| 6      | Sabien Tiels   | Nooit meer alleen          | 139    |
| 7      | Nadia          | Morgen komt de lente       | 135    |
| 8      | Chelsy         | Kijk me aan                | 128    |
| 9      | William Reven  | Zo voel ik vandaag         | 119    |
| 10     | Mario Caselli  | Mademoiselle               | 90     |
| 11     | Patrick Alessi | Een andere wereld          | 73     |
| 12     | Doran          | Jij alleen                 | 37     |

## In Oslo
België trad op als 16de deelnemer van de avond, na Nederland en voor Ierland. Aan het einde van de avond stond België op de zestiende plaats met 22 punten. 
Men ontving 1 keer het maximum van de punten.
Nederland had 2 punten over voor de inzending.

### Gekregen punten

#### Finale
| 12 punten             | 10 punten | 8 punten | 7 punten              | 6 punten  |
| --------------------- | --------- | -------- | --------------------- | --------- |
| - Spanje              |           |          |                       |           |
| 5 punten              | 4 punten  | 3 punten | 2 punten              | 1 punt    |
| - Verenigd Koninkrijk |           |          | - Kroatië - Nederland | - Estland |

### Punten gegeven door België

#### Finale
Punten gegeven in de finale:
| 12 punten | Verenigd Koninkrijk |
| 10 punten | Zweden              |
| 8 punten  | Noorwegen           |
| 7 punten  | Frankrijk           |
| 6 punten  | Portugal            |
| 5 punten  | Turkije             |
| 4 punten  | Kroatië             |
| 3 punten  | Ierland             |
| 2 punten  | Zwitserland         |
| 1 punt    | Nederland           |

1956 · 1957 · 1958 · 1959 · 1960 · 1961 · 1962 · 1963 · 1964 · 1965 · 1966 · 1967 · 1968 · 1969 · 1970 · 1971 · 1972 · 1973 · 1974· 1975 · 1976 · 1977 · 1978 · 1979 · 1980 · 1981 · 1982 · 1983 · 1984 · 1985 · 1986 · 1987 · 1988 · 1989 · 1990 · 1991 · 1992 · 1993 · 1994 · 1995 · 1996 · 1997 · 1998 · 1999 · 2000 · 2001 · 2002 · 2003 · 2004 · 2005 · 2006 · 2007 · 2008 · 2009 · 2010 · 2011 · 2012 · 2013 · 2014 · 2015 · 2016 · 2017 · 2018 · 2019 · 2020 · 2021 · 2022 · 2023 · 2024 · 2025